# Porcellio medinae
Porcellio medinae is een pissebed uit de familie Porcellionidae. De wetenschappelijke naam van de soort is voor het eerst geldig gepubliceerd in 1993 door Rodriguez & Barrientos.